# Trigonotis cavaleriei
Trigonotis cavaleriei là loài thực vật có hoa trong họ Mồ hôi. Loài này được (H. Lév.) Hand.-Mazz. miêu tả khoa học đầu tiên năm 1936.